# Copa Centroamericana 2013
Navigation
Édition précédente Édition suivante
La Copa Centroamericana 2013 ou Coupe UNCAF des nations 2013 est la douzième édition de la Copa Centroamericana, tournoi pour les équipes d'Amérique centrale affiliées à la CONCACAF. Elle est organisée du 18 janvier au 27 janvier 2013. Le Costa Rica est l'hôte de cette compétition une troisième fois après 1991 et 1999.
Le tournoi sert également de qualifications à la Gold Cup 2013.

## Nations participantes
Les sept équipes de la UNCAF participent au tournoi :
- Belize
- Costa Rica
- Salvador
- Guatemala
- Honduras
- Nicaragua
- Panama

## Compétition

### Phase de poules
Le tirage au sort s'est déroulé le 9 octobre 2012 à San José, au Costa Rica,.

#### Groupe A
| Rang | Équipe     | Pts | J | G | N | P | Bp | Bc | Diff |  | Résultats (▼ dom., ► ext.) |  |     |     |     |
| ---- | ---------- | --- | - | - | - | - | -- | -- | ---- |  | -------------------------- |  | --- | --- | --- |
| 1    | Costa Rica | 7   | 3 | 2 | 1 | 0 | 4  | 1  | +3   |  | Costa Rica                 |  | 1-1 | 2-0 | 1-0 |
| 2    | Belize     | 4   | 3 | 1 | 1 | 1 | 2  | 2  | 0    |  | Guatemala                  |  |     | 1-1 |     |
| 3    | Guatemala  | 3   | 3 | 0 | 3 | 0 | 2  | 2  | 0    |  | Nicaragua                  |  |     |     | 1-2 |
| 4    | Nicaragua  | 1   | 3 | 0 | 1 | 2 | 2  | 5  | -3   |  | Belize                     |  | 0-0 |     |     |

| 18 janvier 2013 | Guatemala                                  | 1 - 1 | Nicaragua                 | Estadio Nacional, San José                 |                                            |
| 16:00 UTC-6     | Velasquez 20e · Espinoza 67e · Noriega 70e |       | 26e Zeledon · 41e Quijano | Spectateurs : 200 Arbitrage : Joel Aguilar | Spectateurs : 200 Arbitrage : Joel Aguilar |
| 16:00 UTC-6     | Rapport                                    |       |                           | Spectateurs : 200 Arbitrage : Joel Aguilar | Spectateurs : 200 Arbitrage : Joel Aguilar |

| 18 janvier 2013 | Costa Rica  | 1 - 0 | Belize      | Estadio Nacional, San José                            |                                                       |
| 20:00 UTC-6     | Arrieta 55e |       | 25e Gaynair | Spectateurs : 5 484 Arbitrage : Héctor Rodríguez (en) | Spectateurs : 5 484 Arbitrage : Héctor Rodríguez (en) |
| 20:00 UTC-6     | Rapport     |       |             | Spectateurs : 5 484 Arbitrage : Héctor Rodríguez (en) | Spectateurs : 5 484 Arbitrage : Héctor Rodríguez (en) |

| 20 janvier 2013 | Belize  | 0 - 0 | Guatemala   | Estadio Nacional, San José                  |                                             |
| 14:00 UTC-6     |         |       | 61e Morales | Spectateurs : 250 Arbitrage : Elmer Bonilla | Spectateurs : 250 Arbitrage : Elmer Bonilla |
| 14:00 UTC-6     | Rapport |       |             | Spectateurs : 250 Arbitrage : Elmer Bonilla | Spectateurs : 250 Arbitrage : Elmer Bonilla |

| 20 janvier 2013 | Costa Rica                            | 2 - 0 | Nicaragua | Estadio Nacional, San José                     |                                                |
| 18:00 UTC-6     | Lagos 7e · Rodriguez 22e · Borges 86e |       |           | Spectateurs : 5 980 Arbitrage : Roberto Moreno | Spectateurs : 5 980 Arbitrage : Roberto Moreno |
| 18:00 UTC-6     | Rapport                               |       |           | Spectateurs : 5 980 Arbitrage : Roberto Moreno | Spectateurs : 5 980 Arbitrage : Roberto Moreno |

| 22 janvier 2013 | Nicaragua    | 1 - 2 | Belize                      | Estadio Nacional, San José                 |                                            |
| 16:00 UTC-6     | Figueroa 85e |       | 29e Lennen · 90+2e McCaulay | Spectateurs : 750 Arbitrage : Joel Aguilar | Spectateurs : 750 Arbitrage : Joel Aguilar |
| 16:00 UTC-6     | Rapport      |       |                             | Spectateurs : 750 Arbitrage : Joel Aguilar | Spectateurs : 750 Arbitrage : Joel Aguilar |

| 22 janvier 2013 | Costa Rica                                    | 1 - 1 | Guatemala     | Estadio Nacional, San José                            |                                                       |
| 20:00 UTC-6     | Arrieta 11e · Salvatierra 60e · Arrieta 90+1e |       | 90e Contreras | Spectateurs : 6 760 Arbitrage : Héctor Rodríguez (en) | Spectateurs : 6 760 Arbitrage : Héctor Rodríguez (en) |
| 20:00 UTC-6     | Rapport                                       |       |               | Spectateurs : 6 760 Arbitrage : Héctor Rodríguez (en) | Spectateurs : 6 760 Arbitrage : Héctor Rodríguez (en) |

#### Groupe B
| Rang | Équipe   | Pts | J | G | N | P | Bp | Bc | Diff |  | Résultats (▼ dom., ► ext.) |     |  |     |
| ---- | -------- | --- | - | - | - | - | -- | -- | ---- |  | -------------------------- | --- |  | --- |
| 1    | Honduras | 2   | 2 | 0 | 2 | 0 | 2  | 2  | 0    |  | Salvador                   |     |  | 0-0 |
| 2    | Salvador | 2   | 2 | 0 | 2 | 0 | 1  | 1  | 0    |  | Honduras                   | 1-1 |  |     |
| 3    | Panama   | 2   | 2 | 0 | 2 | 0 | 1  | 1  | 0    |  | Panama                     | 1-1 |  |     |

Au terme des trois rencontres, le Salvador et le Panama sont à égalité parfaite. Ainsi, pour déterminer le participant à la dernière phase de la compétition, l'UNCAF procède à un tirage au sort qui désigne le Salvador.
| 18 janvier 2013 | Honduras                                | 1 - 1 | Salvador                                   | Estadio Nacional, San José                   |                                              |
| 18:00 UTC-6     | García 43e · Bengtson 75e · Peralta 80e |       | 77e Burgos · 90+2e Blanco · 90+3e Castillo | Spectateurs : 2 500 Arbitrage : Walter López | Spectateurs : 2 500 Arbitrage : Walter López |
| 18:00 UTC-6     | Rapport                                 |       |                                            | Spectateurs : 2 500 Arbitrage : Walter López | Spectateurs : 2 500 Arbitrage : Walter López |

| 20 janvier 2013 | Salvador                                 | 0 - 0 | Panama                     | Estadio Nacional, San José                   |                                              |
| 16:00 UTC-6     | Burgos 72e · Henríquez 86e · Cerén 90+2e |       | 27e Torres · 63e Rodríguez | Spectateurs : 250 Arbitrage : Walter Quesada | Spectateurs : 250 Arbitrage : Walter Quesada |
| 16:00 UTC-6     | Rapport                                  |       |                            | Spectateurs : 250 Arbitrage : Walter Quesada | Spectateurs : 250 Arbitrage : Walter Quesada |

| 22 janvier 2013 | Panama                                  | 1 - 1 | Honduras                                                | Estadio Nacional, San José                            |                                                       |
| 18:00 UTC-6     | Sánchez 13e · Godoy 30e · Rodríguez 87e |       | 31e Montes · 50e Bengtson · 64e Garrido · 76e Bernárdez | Spectateurs : 3 450 Arbitrage : Roberto García Orozco | Spectateurs : 3 450 Arbitrage : Roberto García Orozco |
| 18:00 UTC-6     | Rapport                                 |       |                                                         | Spectateurs : 3 450 Arbitrage : Roberto García Orozco | Spectateurs : 3 450 Arbitrage : Roberto García Orozco |

### Phase finale

#### Match pour la5eplace
| 25 janvier 2013 | Guatemala                        | 1 - 3 | Panama                                            | Estadio Nacional, San José                   |                                              |
| 15:00 UTC-6     | López 8e · López 75e · Ciani 79e |       | 28e Pérez · 55e Rojas · 59e Quintero · 87e Penedo | Spectateurs : 279 Arbitrage : Wálter Quesada | Spectateurs : 279 Arbitrage : Wálter Quesada |
| 15:00 UTC-6     | Rapport                          |       |                                                   | Spectateurs : 279 Arbitrage : Wálter Quesada | Spectateurs : 279 Arbitrage : Wálter Quesada |

#### Demi-finales
| 25 janvier 2013 | Honduras                     | 1 - 0 | Belize | Estadio Nacional, San José                   |                                              |
| 17:30 UTC-6     | Beckeles 67e · Bernárdez 86e |       |        | Spectateurs : 1 644 Arbitrage : Walter López | Spectateurs : 1 644 Arbitrage : Walter López |
| 17:30 UTC-6     | Rapport                      |       |        | Spectateurs : 1 644 Arbitrage : Walter López | Spectateurs : 1 644 Arbitrage : Walter López |

| 25 janvier 2013 | Costa Rica                                                               | 1 - 0 | Salvador                  | Estadio Nacional, San José                     |                                                |
| 20:00 UTC-6     | González 28e · Rodríguez 40e · Saborío 44e · Meneses 45+2e · Wallace 72e |       | 26e Castillo · 39e Burgos | Spectateurs : 4 993 Arbitrage : Roberto García | Spectateurs : 4 993 Arbitrage : Roberto García |
| 20:00 UTC-6     | Rapport                                                                  |       |                           | Spectateurs : 4 993 Arbitrage : Roberto García | Spectateurs : 4 993 Arbitrage : Roberto García |

#### Match pour la3eplace
| 27 janvier 2013 | Salvador                | 1 - 0 | Belize      | Estadio Nacional, San José                    |                                               |
| 14:30 UTC-6     | Mayén 29e · Bonilla 50e |       | 45+1e Makin | Spectateurs : 1 997 Arbitrage : Sandy Vasquez | Spectateurs : 1 997 Arbitrage : Sandy Vasquez |
| 14:30 UTC-6     | Rapport                 |       |             | Spectateurs : 1 997 Arbitrage : Sandy Vasquez | Spectateurs : 1 997 Arbitrage : Sandy Vasquez |

#### Finale
| 27 janvier 2013 | Costa Rica   | 1 - 0 | Honduras | Estadio Nacional, San José                    |                                               |
| 17:30 UTC-6     | González 38e |       |          | Spectateurs : 14 146 Arbitrage : Joel Aguilar | Spectateurs : 14 146 Arbitrage : Joel Aguilar |
| 17:30 UTC-6     | Rapport      |       |          | Spectateurs : 14 146 Arbitrage : Joel Aguilar | Spectateurs : 14 146 Arbitrage : Joel Aguilar |

| Costa Rica :     |    |                     |       |       |
|                  |    |                     |       |       |
| GB               | 18 | Patrick Pemberton   |       |       |
| DD               | 3  | Giancarlo González  |       |       |
| DC               | 4  | Michael Umaña       |       |       |
| DC               | 6  | José Salvatierra    | 90+3e |       |
| DG               | 7  | Christopher Meneses |       |       |
| MD               | 5  | Celso Borges        | 29e   |       |
| M                | 7  | Ariel Rodríguez     |       |       |
| M                | 10 | Osvaldo Rodríguez   |       | 84e   |
| MG               | 20 | Rodney Wallace      | 34e   | 73e   |
| A                | 21 | Randall Brenes      |       | 90+2e |
| A                | 9  | Alvaro Saborío (c)  |       |       |
| Remplaçants :    |    |                     |       |       |
| D                | 2  | Pablo Salazar       |       | 84e   |
| A                | 12 | Jairo Arrieta       |       | 90+2e |
| D                | 17 | Juan Diego Madrigal |       | 73e   |
| Sélectionneur :  |    |                     |       |       |
| Jorge Luis Pinto |    |                     |       |       |

| Honduras :           |    |                      |     |     |
|                      |    |                      |     |     |
| GB                   | 22 | Donis Escober        |     |     |
| DD                   | 2  | Brayan Beckeles      |     |     |
| DC                   | 5  | Víctor Bernárdez (c) |     |     |
| DC                   | 6  | Juan Carlos García   | 70e |     |
| DG                   | 8  | Arnold Peralta       | 61e | 72e |
| MD                   | 10 | Mario Martínez       |     |     |
| M                    | 11 | Jerry Bengtson       |     |     |
| M                    | 13 | Juan Pablo Montes    |     |     |
| MG                   | 14 | Óscar García         |     |     |
| A                    | 19 | Luis Garrido         | 52e |     |
| A                    | 21 | Roger Rojas          |     |     |
| Remplaçants :        |    |                      |     |     |
| A                    | 9  | Georgie Welcome      |     | 72e |
| Sélectionneur :      |    |                      |     |     |
| Luis Fernando Suárez |    |                      |     |     |

| Arbitres du match - Arbitres assistants : - Juan Zumba - Daniel Williamson - Quatrième arbitre : Walter López | Règles du match - 90 minutes. - 30 minutes de prolongations en cas d'égalité. - Tirs au but si l'égalité persiste. - Trois remplacements possibles. |

| Vainqueur de la Copa Centroamericana 2013: Costa Rica Septième titre |